# سول‌فلای
سول‌فلای(به انگلیسی: Soulfly) یک گروه هوی متال برزیلی است که در سال ۱۹۹۷ میلادی به‌وسیله مکس کاوالرا (خواننده و مرد اول سپولترا) تأسیس شد.

## سپولترا
کاوالرا در سال ۱۹۹۶ میلادی سپولترا را ترک کرده بود.

## آلبوم‌ها
سول‌فلای تا به امروز ۷ آلبوم استودیویی، ‎۱‏ EP، چندین تک‌آهنگ و ۱ دی‌وی‌دی ویدئویی منتشر کرده‌است. هشتمین آلبوم استودیویی سول‌فلای به نام Enslaved در ۱۳ مارس ۲۰۱۲ میلادی منتشر شده‌است.

## سبک
سبک این گروه شامل انواع مختلف متال در ترکیب با موسیقی قبایل برزیلی و ورلد میوزیک است.

## افتخارات و جوایز
۶ آلبوم اولیه سول‌فلای همگی در بیلبورد ۲۰۰ رتبه داشته‌اند. بالاترین رتبه ۳۲ و متعلق آلبوم دوم گروه با نام Primitive بوده‌است. اولین آلبوم آنها از انجمن صنعت ضبط موسیقی در آمریکا گواهینامه طلا دریافت کرده‌است.